# (6279) 1977 UO5
(6279) 1977 UO5 es un asteroide perteneciente al cinturón de asteroides, región del sistema solar que se encuentra entre las órbitas de Marte y Júpiter, más concretamente a la familia de Temis, descubierto el 18 de octubre de 1977 por K. L. Faul desde el Observatorio del Monte Palomar, Estados Unidos.

## Designación y nombre
Designado provisionalmente como 1977 UO5. 

## Características orbitales
1977 UO5 está situado a una distancia media del Sol de 3,140 ua, pudiendo alejarse hasta 3,724 ua y acercarse hasta 2,557 ua. Su excentricidad es 0,185 y la inclinación orbital 2,378 grados. Emplea 2033,15 días en completar una órbita alrededor del Sol.

## Características físicas
La magnitud absoluta de 1977 UO5 es 12,6. Tiene 16,508 km de diámetro y su albedo se estima en 0,055. 